# Kvinnestads kyrka
Kvinnestads kyrka är en kyrkobyggnad öster om Vårgårda. Den tillhör sedan 2006 Asklanda församling (tidigare Kvinnestads församling) i Skara stift. 

## Historia
Den ursprungliga kyrkan uppfördes under slutet av 1100-talet eller på 1200-talet, ungefär samtidigt som den 1300-talsborg som låg intill kyrkan på en udde i Kvinnestadsjön. Troligtvis låg en stavkyrka på platsen innan den nuvarande kyrkan byggdes. 

## Kyrkobyggnaden
Den för trakten typiska medeltidskyrkan i sten med tjocka väggar, har ett 1766 tillbyggt kor och ett litet torn, som har byggts vid samma tid. Sakristian är från 1880 och byggdes ut 1939. 1959 uppfördes ett nytt vapenhus.
Innertakets brädor är målade i ljusblått och försedda med originella förgyllda trästjärnor utförda på 1700-talet. Enligt sägnen ska det finns en stjärna för varje gård som fanns i socknen då de tillkom.

## Inventarier
- Dopfunt av sandsten tillverkad omkring år 1200 i två delar med höjden 90 cm. Cuppan är cylindrisk med rundad undersida utan ornamentik. Foten är rundad med ett nederst ursparat band, en vulst och en dubbel ringprofil. Centralt uttömningshål.[1] Den lagrades länge i ett skjul innan den togs tillbaka in i kyrkan på 1950-talet.
- Altaruppsatsen är från 1700-talet.
- Altartavlan i barockstil tros vara ett krigsbyte från Tyskland och föreställer den heliga staden.
- En svarvad ljuskrona i trä är enligt vissa källor från medeltiden.
- Predikstolen med ljudtak tillverkades under senare delen av 1600-talet.
- Bänkarna i nygotik tillkom på 1800-talet.
- Som huvudinstrument används en elorgel.

### Klockor
I kyrkans takryttare hänger en liten senmedeltida klocka som saknar inskrift.

## Bildgalleri

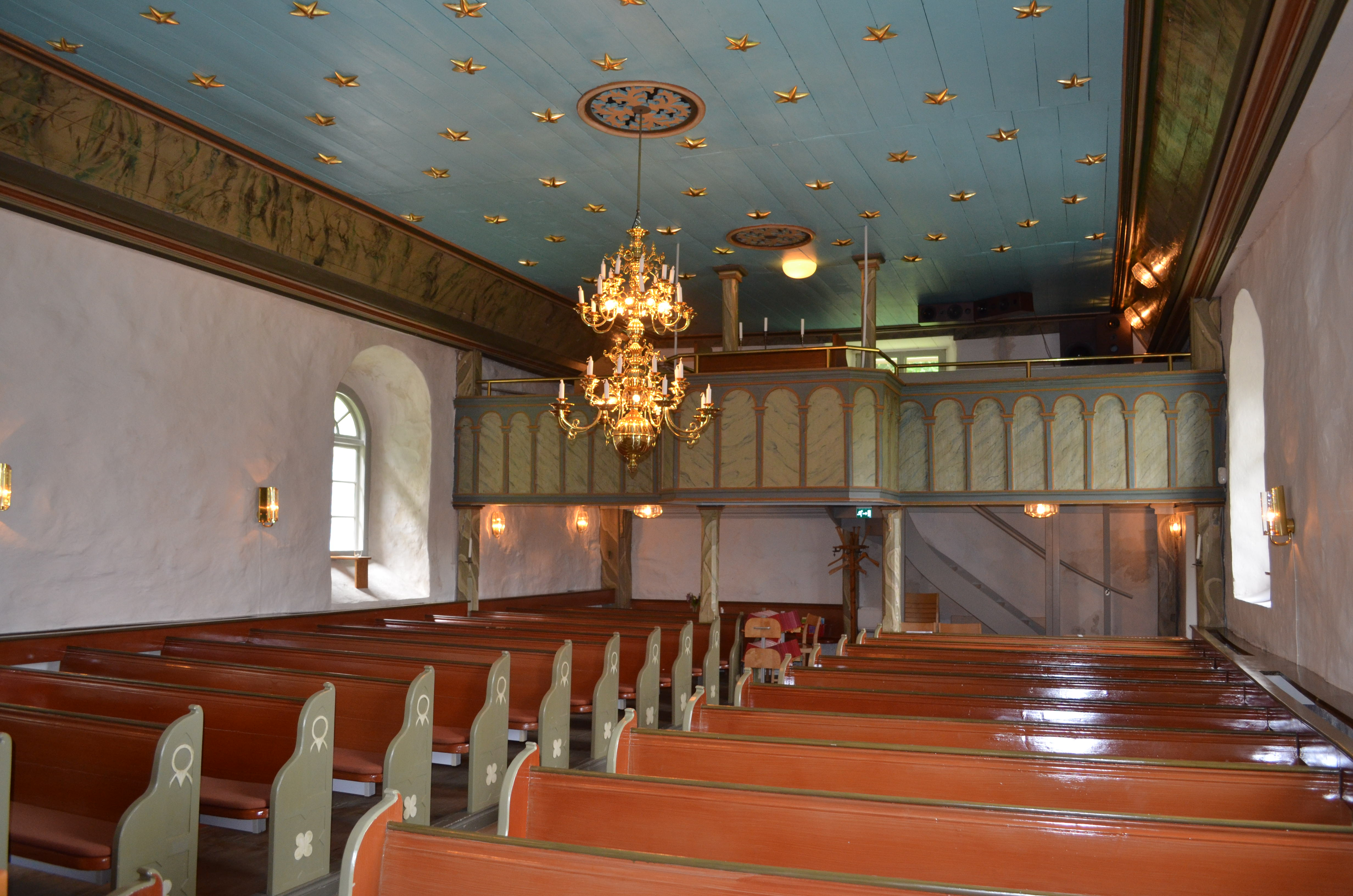
Kvinnestads kyrkas orgelläktare
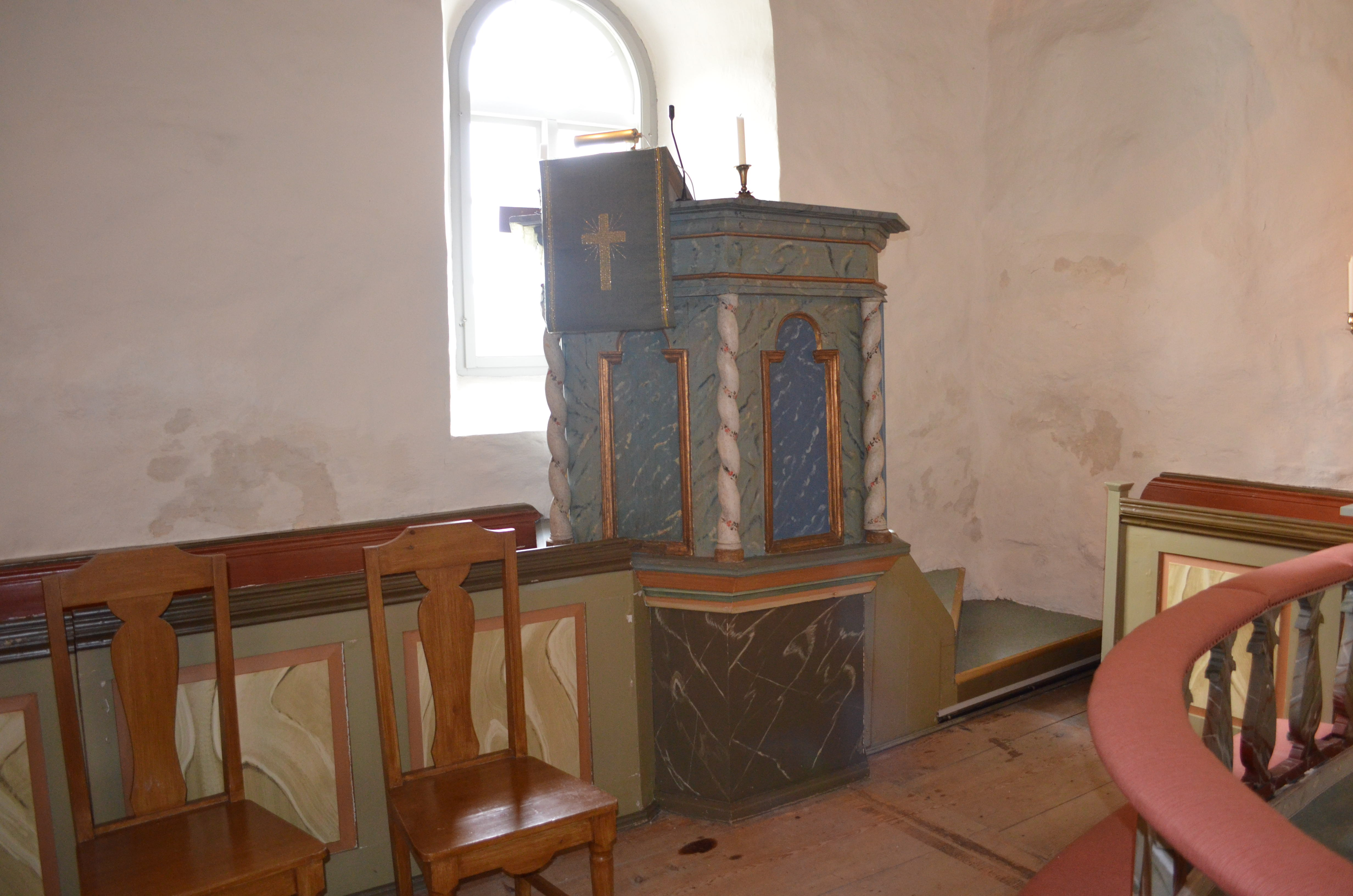
Kvinnestads kyrkas predikstol
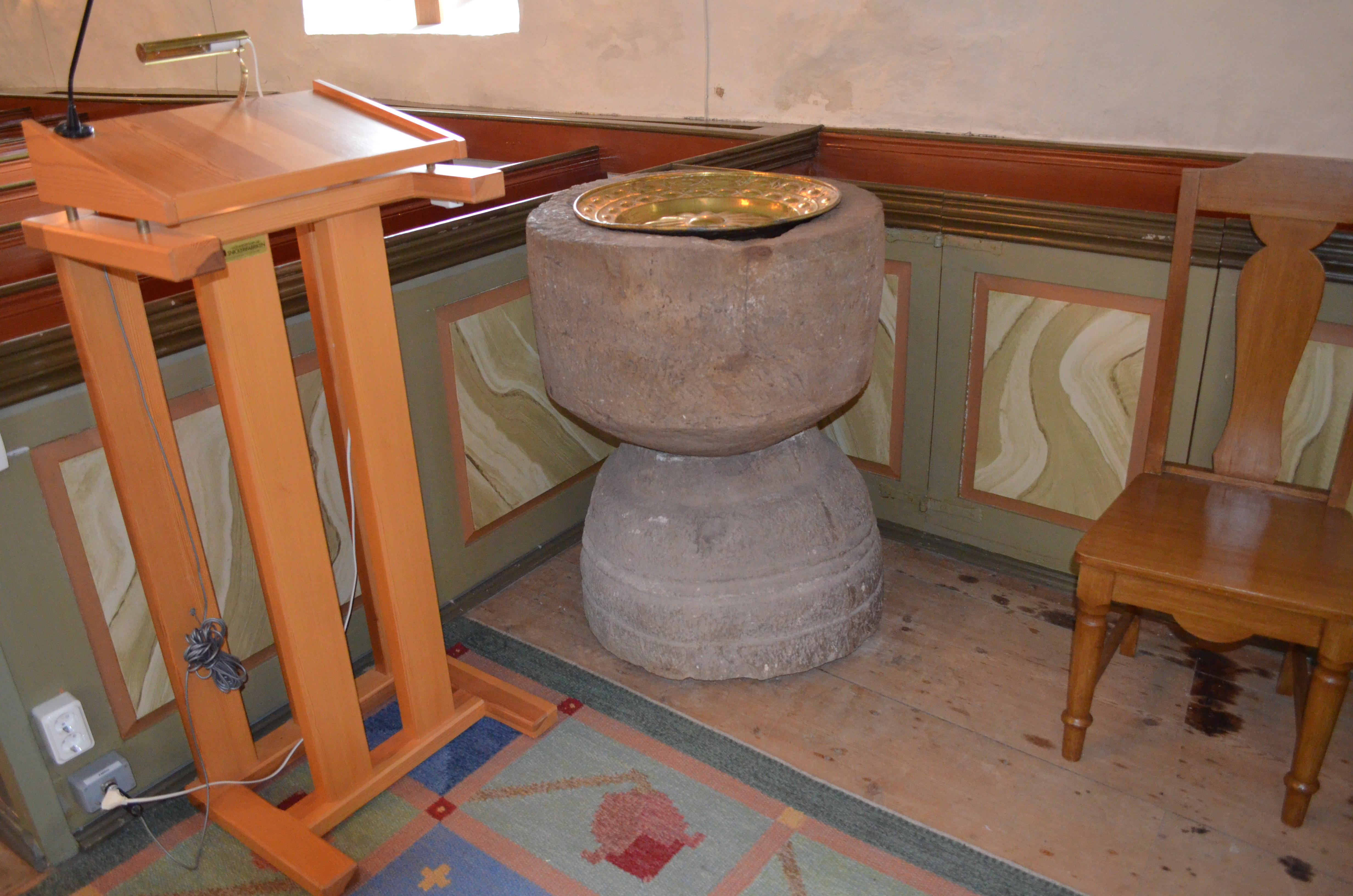
Kvinnestads kyrkas dopfunt
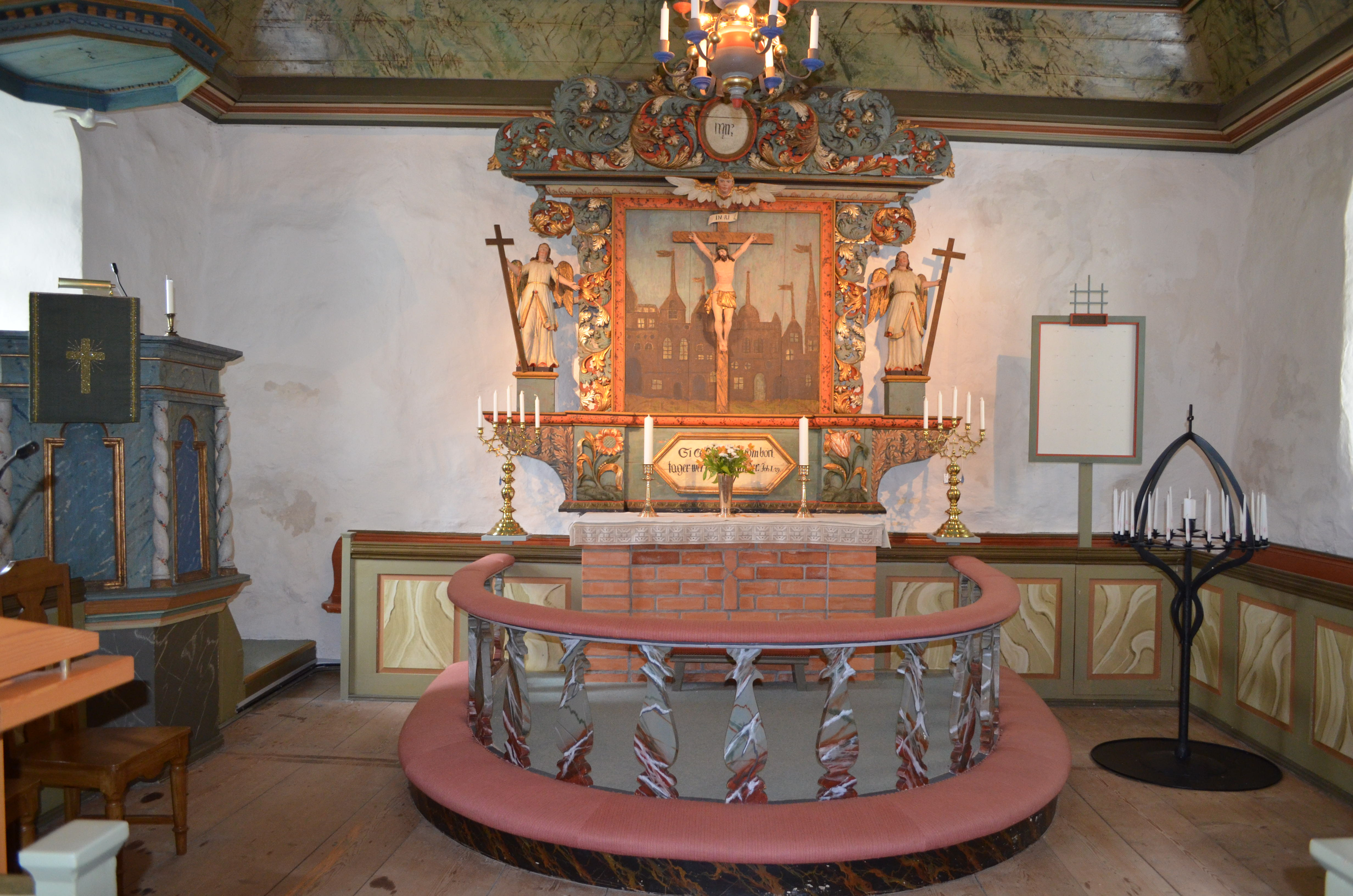
Kvinnestads kyrkas altare
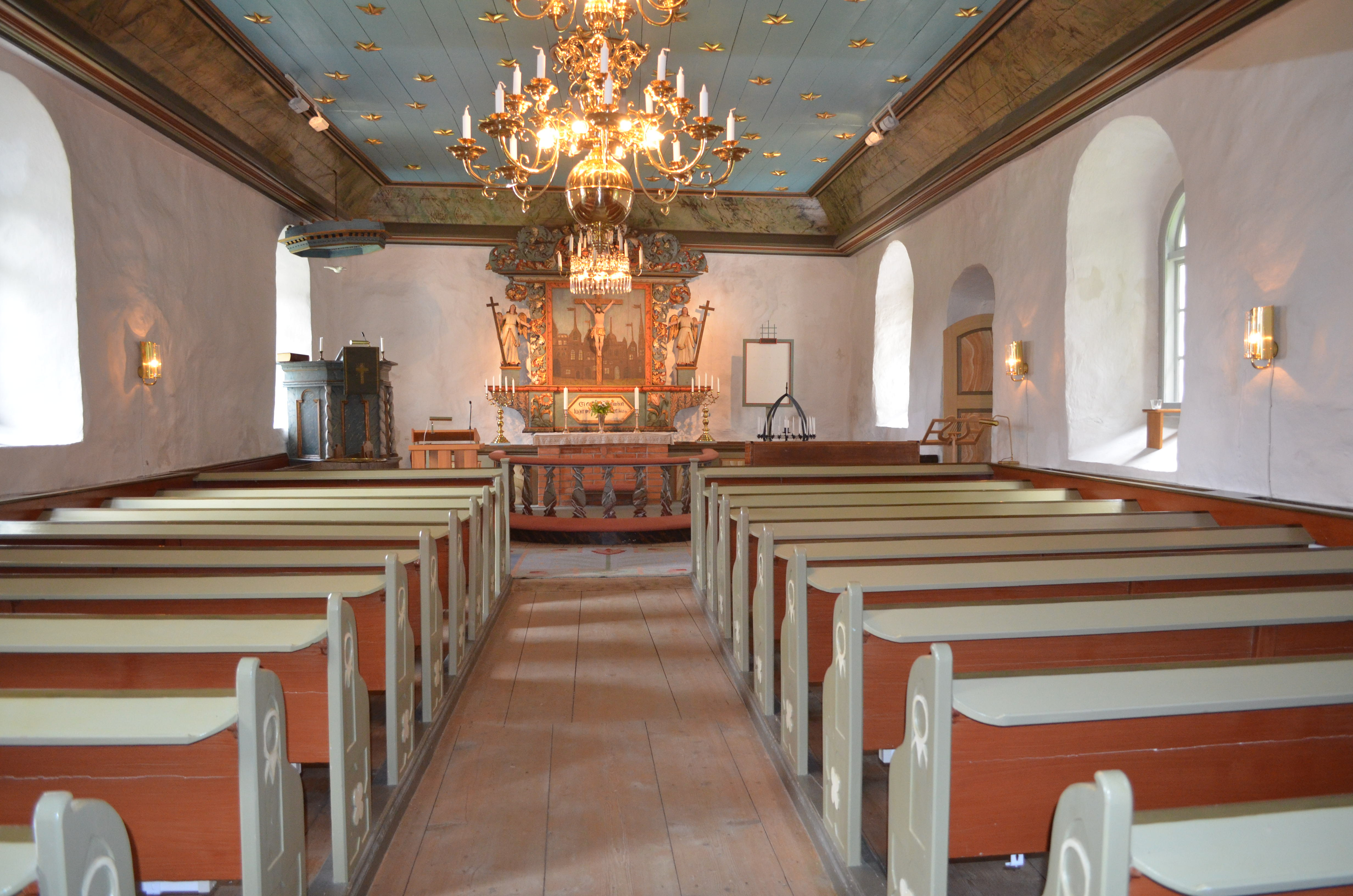
Kvinnestads kyrkas kyrksal